# Нзима (народ)
Нзима (самоназвание — нзима; альтернативные названия — аплони, зимба, гура, нзема, амрахиа, аполлониа, аманахиа, асоко, ава, амрехиа) — народ, принадлежащий к группе акан, в основном населяющий побережье Гвинейского залива в западной области Ганы и Кот-д’Ивуар (главным образом его южную часть). Нзима родственны эвалуэ, аанта и санви (афема). 
Говорят на языке, принадлежащем ква нигеро-кордофанской семье — языке нзима, который нередко рассматривается как диалект аньи (Попов 1999: 301).
Основная часть нзима — христиане, в основном, католики и протестанты, но имеются и приверженцы христианско-африканских церквей и сект, немалая часть придерживается традиционных верований (Попов 1999: 301).
Ручное земледелие (бананы, таро, ямс, арахис, кукуруза, хлопок, масличная пальма); речное и морское рыболовство — основные занятия. Ныне заняты в основном возделыванием какао. Также развиты и традиционные ремёсла, например ткацкое, гончарное, кузнечное, художественная обработка золота и других металлов, плетение, резьба по дереву, изготовление лодок и рыболовных снастей, выпаривание соли (Попов 1999: 302).
Живут в домах с двускатной крышей из пальмовых листьев или шифера с овальными террасами сделанными из дерева и глины, имеют прямоуголную форму (Янборисова 1993: 273).
Общеаканское кенте является традиционной одеждой и используется в качестве праздничной; европейский костюм — повседневная (Попов 1999: 302).
Основная пища — рыбная и растительная (различные каши, похлёбки, варёные, жареные и печёные клубнеплоды и овощи с острыми приправами и пальмовым маслом). (Попов 1999: 302).
Большесемейные и деревенские общины, патрилатеральные институты, матрилинейные роды, подразделения военной организации асафо — основные традиционные социальные институты. Брачное поселение вирилокальное, встречается полигимия, покупной брак, сорорат, левират. Счёт родства матрилинейный с пережитками патрилатеральности (Попов 1999: 303).
Песни, пословицы, сказки — основные жанры фольклора. Распространены культы предков, сил природы, полидемонизм, фетишизм, магия, ведомство, есть представление о небесном духе Ньямие (Попов 1999: 303).